# Janna Holm
Janna Lange Kielland Holm (født 10. april 1880 i Bergen, død 22. juni 1932 i Frederiksberg) var en norsk maler. Janna kan også skrives Yanna.
Janna Holm var datter af Axeliane Christine Zetlitz Kielland og læge Danchert Krohn Holm. Janna Holm var dermed niece til maleren Kitty Kielland og forfatteren Alexander Kielland.
Janna Holm blev den 7. oktober 1908 gift med skuespilleren Thorleif Lund. 29. juli 1915 blev hun gift med billedhuggeren Kai Nielsen og flyttede samme år til Danmark.
Janna Holm var elev af sin moster Kitty Kielland. Hun deltog på Høstutstillingen i Oslo næsten årligt 1902-13. Hun udstillede på Den Frie i 1928 under navnet Yanna Kai Nielsen (sammen med Albert Naur).